# ヤング・アメリカンズ (アルバム)
『ヤング・アメリカンズ』（原題：Young Americans、『ヤング・アメリカン』という日本語表記もある）は、イギリスのミュージシャンであるデヴィッド・ボウイの8枚目のアルバム。
1975年3月7日にRCAレコードよりリリースされた。
1991年にEMI（米国ではRYKO）よりCD化され再発売されており、その際ボーナストラックとして未発表テイクが3曲追加収録されている。また、2007年4月4日にはEMIより新たな未発表音源を追加したCDと、全曲高音質化されたオーディオDVDに特典映像が追加されている2枚組の「スペシャル・エディション」として再発売されている。

## 解説
フィラデルフィア・ソウルの本拠地と言えるシグマ・サウンド・スタジオでレコーディングされただけに、ソウル色の濃い作品である。本作で大活躍したギタリスト、カルロス・アロマーは、その後長きに渡ってボウイのパートナーを務めた。ベーシストのウィリー・ウィークスとドラマーのアンディ・ニューマークとのリズム体は、かつてジョージ・ハリスンやロン・ウッドなどのアルバムで活躍してきた強者である。サックスには、デヴィッド・サンボーンも参加。
また、ジョン・レノンとの共演も話題となり、ニューヨークのエレクトリック・レディ・スタジオで、ビートルズの「アクロス・ザ・ユニヴァース」と共作の「フェイム」の2曲をレコーディングした。
チャート・アクションは全英2位、全米9位。第2弾シングル「フェイム」は、ボウイにとって初の全米1位となった。
本作発表後はツアーを行わず、初主演映画『地球に落ちて来た男』の撮影に入った。
英音楽誌NMEは、本作から「ヤング・アメリカンズ」（4位）、「フェイム」（21位）の2曲を「NMEが選ぶデヴィッド・ボウイの究極の名曲1〜40位」に選んでいる。

## 収録曲
| #  | タイトル                                  | 作詞・作曲                                 | 時間 |
| -- | ----------------------------------------- | ------------------------------------------ | ---- |
| 1. | 「ヤング・アメリカンズ」(Young Americans) | デヴィッド・ボウイ                         | 5:11 |
| 2. | 「愛の勝利」(Win)                         | デヴィッド・ボウイ                         | 4:44 |
| 3. | 「ファスシネイション」(Fascination)       | デヴィッド・ボウイ、ルーサー・ヴァンドロス | 5:45 |
| 4. | 「ライト」(Right)                         | デヴィッド・ボウイ                         | 4:16 |

| #         | タイトル                                            | 作詞・作曲                                             | 時間  |
| --------- | --------------------------------------------------- | ------------------------------------------------------ | ----- |
| 5.        | 「幸運の神」(Somebody Up There Likes Me)            | デヴィッド・ボウイ                                     | 6:33  |
| 6.        | 「アクロス・ザ・ユニヴァース」(Across the Universe) | ジョン・レノン、ポール・マッカートニー                 | 4:30  |
| 7.        | 「恋のささやき」(Can You Hear Me)                   | デヴィッド・ボウイ                                     | 5:05  |
| 8.        | 「フェイム」(Fame)                                  | デヴィッド・ボウイ、ジョン・レノン、カルロス・アロマー | 4:16  |
| 合計時間: | 合計時間:                                           | 合計時間:                                              | 40:32 |

## ボーナストラック
| #   | タイトル | 作詞・作曲         | 時間 |
| --- | --- | ------------------ | ---- |
| 9.  | 「フー・キャン・アイ・ビー・ナウ?」(Who Can I Be Now?(Previously unreleased track recorded from 1974))        | デヴィッド・ボウイ | 4:37 |
| 10. | 「イッツ・ゴナ・ビー・ミー」(It's Gonna Be Me(Previously unreleased track recorded from 1974))                | デヴィッド・ボウイ | 6:27 |
| 11. | 「ジョン・アイム・オンリー・ダンシング・アゲイン」(John,I'm Only Dancing Again (Single A-side recorded 1974)) | デヴィッド・ボウイ | 6:58 |

| #   | タイトル | 作詞・作曲         | 時間 |
| --- | --- | ------------------ | ---- |
| 9.  | 「ジョン、アイム・オンリー・ダンシング （アゲイン）」(John, I’m Only Dancing (Again))                           | デヴィッド・ボウイ | 6:58 |
| 10. | 「フー・キャン・アイ・ビー・ナウ?」(Who Can I Be Now?)                                                          | デヴィッド・ボウイ | 4:37 |
| 11. | 「イッツ・ゴナ・ビー・ミー (With Strings) ＜未発表音源＞」(It's Gonna Be Me" (alternate version, with strings)) | デヴィッド・ボウイ |      |

| #   | タイトル                                                                                                  | 作詞・作曲         |
| --- | --- | ------------------ |
| 12. | 「1984年（ディック・キャヴェット・ショー）」(1984 (live on The Dick Cavett Show))                         | デヴィッド・ボウイ |
| 13. | 「ヤング・アメリカンズ（ディック・キャベット・ショー）」(Young Americans" (live on The Dick Cavett Show)) | デヴィッド・ボウイ |
| 14. | 「ディック・キャベットとのインタビュー」(Dick Cavett Interviews David Bowie)                              |                    |

## 曲解説

### A面
1. ヤング・アメリカンズ - Young Americans
2. 愛の勝利 - Win
3. ファスシネイション - Fascination
4. ライト - Right

### B面
1. 幸運の神 - Somebody Up There Likes Me
2. アクロス・ザ・ユニヴァース - Across The Universe
3. 恋のささやき - Can You Hear Me
4. フェイム - Fame
1990年に宮沢りえが「Game」というタイトルでカバーしている。

### ボーナストラック
1. フー・キャン・アイ・ビー・ナウ？ - Who Can I Be Now?(Previously unreleased track recorded from 1974)
2. イッツ・ゴナ・ビー・ミー - It's Gonna Be Me(Previously unreleased track recorded from 1974)
3. ジョン・アイム・オンリー・ダンシング・アゲイン - John,I'm Only Dancing Again(Single A-side recorded 1974)

## 参加ミュージシャン
- デヴィッド・ボウイ - ボーカル、ギター、ピアノ
- カルロス・アロマー - ギター
- アール・スリック - ギター（「アクロス・ザ・ユニヴァース」「フェイム」のみ）
- ジョン・レノン - ギター、ボーカル（「アクロス・ザ・ユニヴァース」「フェイム」のみ）
- ウィリー・ウィークス - ベース
- エミール・カッサン - ベース（「アクロス・ザ・ユニヴァース」「フェイム」のみ）
- アンディー・ニューマーク - ドラムス
- デニス・デイビス - ドラムス（「アクロス・ザ・ユニヴァース」「フェイム」のみ）
- マイク・ガースン - ピアノ
- デヴィッド・サンボーン - サクソフォーン
- ラリー・ワシントン - コンガ
- パブロ・ロザリオ - パーカッション
- ラルフ・マクドナルド - パーカッション（「アクロス・ザ・ユニヴァース」「フェイム」のみ）
- アヴァ・チェリー - バッキング・ボーカル
- ロビン・クラーク - バッキング・ボーカル
- ルーサー・ヴァンドロス - バッキング・ボーカル
- アンソニー・ヒントン - バッキング・ボーカル
- ダイアナ・サムラー - バッキング・ボーカル
- ジーン・ファインバーグ - バッキング・ボーカル（「アクロス・ザ・ユニヴァース」「フェイム」のみ）
- ジーン・ミリントン - バッキング・ボーカル（「アクロス・ザ・ユニヴァース」「フェイム」のみ）